# NGC 2654
NGC 2654 је спирална галаксија у сазвежђу Велики медвед која се налази на NGC листи објеката дубоког неба.
Деклинација објекта је + 60° 13' 15" а ректасцензија 8h 49m 12,0s. Привидна величина (магнитуда) објекта NGC 2654 износи 11,9 а фотографска магнитуда 12,7. Налази се на удаљености од 23,3000 милиона парсека од Сунца. NGC 2654 је још познат и под ознакама UGC 4605, MCG 10-13-17, CGCG 288-6, KARA 285, IRAS 08451+6024, PGC 24784.